# Pomerium
A pomerium (post=túl, moerium=fal) Róma városának szent határa volt. Ez nem feltétlenül esett egybe a város tényleges határával, a város területi fejlődése miatt a ténylegesen elfoglalt, belakott területnél kisebb területet ölelt körül. Az idők során többször tágították is. Róma mintájára néhány más város esetén is tudunk pomeriumról.  A pomeriumon kívül és belül más volt a jogi szabályozás, Belül korlátozottabb volt a magistratusok hatásköre a polgárok jogaival szemben.

## Kijelölésének módja, kinézete
A hagyomány szerint az első pomeriumot Romulus ekével húzott barázdával jelölte meg. Akkor ez egyben a városfalak helyét is jelentette. Csak ott emelte fel az ekét, ahová a városkapukat szánta. sajnos nem maradt leírás olyan személytől, aki maga látott volna pomeriumkijelölést, de idősebb Cato az i. e. 2. század második negyedében az ekével való kijelölést már hagyománynak tekintette. Egy ökröt és tehenet kellett a járomba fogni úgy, hogy a tehén, mint termékenységi szimbólum került a város felőli oldalra, míg az erőt szimbolizáló ökör a külsőre. Az eke által kifordított rögöknek a barázda város felőli oldalára kellett kerülniük. Az eke szarvát tartó városalapító tógáját a fejére húzta azt jelezve, hogy vallási aktust hajt végre. A pomeriumot létrehozni és módosítani csak az augurok pozitív kimenetelű jóslata után lehetett. 
A városfalakat nem feltétlenül kellett a pomeriumra építeni, kerülhettek annál beljebbre vagy kijjebre is. Ilyenkor a pomerium egy széles beépítetlen terület volt, mérföldkövekkel kijelölve, ahol tilos volt profán épületeket emelni. 

## Időbeli fejlődése
Gellius szerint Romulus csak a Palatinus domb lábai körül húzta meg az első városhatárt, Tacitus viszont egy sokkal nagyobb kezdeti területet ír le. 
Egy hagyomány szerint a pomerium Servius Tullius kezdeményezése volt, de ez nem követte a Murus Servii Tullii vonalát és nem valószínű, hogy valóban Servius Tullius létrehozta a szent határt, amely Lucius Cornelius Sulla diktátorságáig változatlan maradt. Több Claudius által lerakott fehér cippi követ találtak a helyszínen, valamint az eredeti helyszíntől távolabb is. Ezek a kövek a város határát és kiterjedését jelölik Claudius alatt, amikor az Aventinus is a pomeriumon belülre került Ez a terjeszkedés Tacitus feljegyzéseiből ismeretes. Aulus Gellius további terjeszkedéseket jegyzett fel Caesar Augustus, Nero és Traianus idejéből, bár semmilyen más írásos vagy archeológia bizonyíték ezt nem támasztja alá.
A pomerium utolsó kiterjesztője Aurelianus császár volt, aki új városfalakat is épített. 

## Jogi szerepe
Csak a pomeriumon belül lehetett olyan madárjóslatokat kérni, amelyek a város sorsára kihatással voltak. 
A magisztrátusok végrehajtó főhatalmát, az imperiumot összekötött rőzsefonat jelképezte, amelybe a halálos büntetés kiszabásának jogát jelző kétélű bárdot is jeleztek. Egy idő után ezt a bárdot a pomeriumon belül az itt nem érvényes pallosjog miatt – a dictator és az éppen triumfáló hadvezér kivételével – el kellett távolítani.  A proconsul és propraetor minden hatalma teljesen megszűnt a határon belül. 
A Rómával hadiállapotban álló, azaz ellenséges országok követeinek, bár rendelkeztek a legatus jogi státusával és szakrális védelmével, a határt nem léphették át, kívül kellett megszállniuk.